# 静岡市立清水飯田東小学校
静岡市立清水飯田東小学校（しずおかしりつ しみずいいだひがししょうがっこう）は、静岡県静岡市清水区八坂北一丁目にある公立小学校。

## 沿革
- 1979年（昭和54年）
  - 4月1日 - 「清水市立飯田東小学校」開校[1]。
  - 7月21日 - プール落成[1]。
  - 9月1日 - 校旗制定[1]。
  - 10月12日 - 校歌制定[1]。
- 1980年（昭和55年）2月2日 - 校旗・校歌制定記念式[1]。
- 1982年（昭和57年）3月5日 - 体育館落成[1]。
- 1989年（平成元年）1月27日 - 開校10周年記念式典挙行[1]。
- 1999年（平成10年） - 開校20周年記念事業[1]。
- 2003年（平成15年）4月 - 静岡市との合併に伴い、「静岡市立清水飯田東小学校」に改称[1]。
- 2009年（平成20年）4月23日 - 開校30周年記念講演会[1]。

## 通学区域
清水区

| - 高橋一丁目・二丁目 - 高橋三丁目の一部 - 高橋四～六丁目 | - 八坂北一丁目・二丁目 - 八坂町の一部 - 八坂西町 | - 八坂東一丁目・二丁目 |

## アクセス
- しずてつジャストライン山原梅蔭寺線 「清水北部交流センター」停留所から、徒歩10分